# Finn-Kirsten
Kirsten Iversdatter, allmänt kallad Finn-Kirsten, död 13 oktober 1674, var en norsk same, avrättad för häxeri. Hon är ihågkommen som Trondheims sista "häxa". 
Hon var en sydsamisk kvinna som i början av 1670-talet var aktiv som tiggare i Trøndelag. I februari 1674 arresterades hon sedan hon hade angetts av befolkningen i Støren, som hävdade att hon under sina tiggerifärder runtom Gauldalen tiggde genom att mumla magiska ramsor och hota de som inget ville ge med att göra deras boskap sjuka, något som också påstods ha inträffat. Det rådde under denna tid också en stor rädsla för vad man uppfattade som samernas hedniska magi. 
Hon nekade till anklagelserna om trolldom, men eftersom hon inte var gift, gick det snabbt att utdöma dödsstraff för samlag utanför äktenskapet, eftersom hon inte var gift och ändå åtföljdes av två döttrar. Under tiden i fängelset förhördes hon av fogden Jens Randulf. Hon uppgav då att hon var en häxa och regelbundet träffade Satan i sällskap med andra häxor. Hon överfördes då till Trondheim och blev föremål för en häxprocess som sköttes av guvernören. Denna häxprocess blev mycket uppmärksammad under sin tid i Norge: hon namngav trettio medbrottslingar, både kvinnor och män, rika och fattiga, från staden och hela Trøndelag. Hon dömdes till döden och avrättades genom att brännas levande på bål. 
Häxprocessen fortsatte fram till 1677 och tillhörde de största i Norge, men ingen mer avrättades. Hon var den sista som avrättades för trolldom i centrala Norge. 